# 史蒂文森海崖
69°51′S 159°28′E / 69.850°S 159.467°E
史蒂文森海崖（英語：Stevenson Bluff）是南極洲的海崖，位於奧次地，美國地質調查局根據測量和該國海軍的空中照片繪入地圖，現時由南極條約體系管理。